# Marc Suil·li Nerulí
Marc Suil·li Nerulí (en llatí Marcus Sullius Nerulinus), va ser un magistrat romà que va viure al segle i. Era fill de Publi Suil·li Ruf, cònsol l'any 46.
Va ser un dels principals col·laboradors de l'emperador Claudi, i actuava com a delator. Va ser nomenat cònsol (als Fasti se l'anomena només Marc Suil·li) l'any 50, junt amb Gai Antisti. Al començament del regnat de Neró va ser jutjat quan l'emperador va acusar i desterrar al seu pare, però va ser alliberat perquè Neró va considerar que la família ja havia rebut prou càstig (59).
En temps de Vespasià va ser probablement procònsol a Àsia, ja que s'han trobar monedes amb el nom del procònsol Marc Suil·li Nerulí a Esmirna.